# Powell (Alabama)
Powell é uma cidade  localizada no estado americano de Alabama, no Condado de DeKalb.

## Demografia
Segundo o censo americano de 2000, a sua população era de 926 habitantes.
Em 2006, foi estimada uma população de 970, um aumento de 44 (4.8%).

## Geografia
De acordo com o United States Census Bureau, a localidade tem uma área de 12,8 km², sem área coberta por água.

## Localidades na vizinhança
O diagrama seguinte representa as localidades num raio de 16 km ao redor de Powell.